# Gorillaz (album)
Gorillaz er debutalbummet fra gruppen af samme navn. Cd'en udkom i marts 2001.

## Indhold
1. Re-Hash– 3:38
2. 5/4 – 2:40
3. Tomorrow Comes Today– 3:12
4. New Genious (Brother) – 3:57
5. Clint Eastwood – 5:40
6. Man Research (Clapper) – 4:29
7. Punk – 1:36
8. Sound Check (Gravity) – 4:40
9. Double Bass – 4:44
10. Rock the House – 4:09
11. 19-2000– 3:27
12. Latin Simone (¿Qué Pasa Contigo?) – 3:36
13. Starshine – 3:31
14. Slow Country – 3:35
15. M1 A1 – 3:54